# Charlotta Habersbergerová-Vorlíčková
Charlotta Habersbergerová-Vorlíčková v matrice Karolína Julie (31. října 1889 Karlín – ?) byla česká spisovatelka a dramatička.

## Životopis
Některé zdroje[které?] uvádějí chybný rok narození 1890. Rodiče Charlotty byli Antonín Vorlíček, kupec a Karolína roz. Horinová. Měla tři sestry: Marii (1877), Zdenku (1879) a Boženu (1883–1897). Provdala se 19. 4. 1913 na Vinohradech za Rudolfa Habersbergera (28. 3. 1886) „popularizátora“ radiotechniky.
Charlotta Habersbergerová-Vorlíčková psala loutkové hry pro malé amatérské soubory a pro malá rodinná loutková divadla. Jejím vzorem byl autor loutkových her Karel Mašek. Prokázala cit pro loutky a jejich výrazové možnosti, uváděla na scénu i zvířata a věci jako postavy.
Bydlela v Praze XII. na čísle 1578.

## Dílo

### Divadelní hry
- Co viděl Kašpárek v dálném kraji[3]
- Kašpárkův kabaret[3][4]
- V nebi[4]
- Král Nešetřil a víla Spořivost: hra o 5 dějstvích – Praha: Svaz čs. spořitelen, 1930
- Princeznu rozmarnou čert jak vzal: komedie o 2 dějstvích ... – Praha: Jindřich Veselý, 1920; 1928
- O veselém zajíčkovi: rozmarná příhoda pro divadlo stínové i loutkové se smutným koncem o 1 dějství – Choceň: Loutkář; Praha: Alexander Storch a syn [distributor], 1921
- Dračí nevěsta: komedie o 5 dějstvích – Choceň: Loutkář; Praha: A. Storch a syn [distributor], 1922
- Kašpárkův bratříček: veselohra pro divadlo stínové i loutkové o 1 dějství s dohrou – Choceň: Loutkář; Praha: A. Storch a syn [distributor], 1922
- Čertův zámek: komedie o 4 dějstvích – Choceň: Loutkář, 1924
- Na zemi, v pekle i na nebi: loutková komedie o 3 částech – Choceň: tiskárna Loutkáře, 1925
- Za štěstím: komedie pro malé i velké o 3 dějstvích – Praha: s. n., 1925
- O chytrém Jeníčkovi, neboli, Čarodějnice ze Soví Samoty: hra o 1 dějství – Choceň: tiskárna Loutkáře, spol. s r. o., 1926
- Radiofanoušek Barnabášek: příběhy ze života pražského radioamatéra – Praha: Radioklub československý: Obchodní družstvo českých knihkupců [distributor], 1928
- Rozmary princezny Bělky: hra o 3 dějstvích – Praha: J. Veselý, 1928
- Srdce ze zlata: pohádka dneška o 5 jednáních – Praha: J. Veselý, 1928
- Vašíkovo rozhodnutí aneb Co si boty povídaly: hra o 3 jednáních – Praha: J. Veselý, 1928
- Jako v románě: komedie či fraška o 3 jednáních, Praha: Alois Neubert, 1930
- Dobrá víla Jarmilka: hra o třech jednáních – Praha: Josef R. Vilímek, 1931
- Princezna Mušlička: hra o 3 dějstvích – Praha: Josef R. Vilímek, 1931